# Dolmen von Trullars

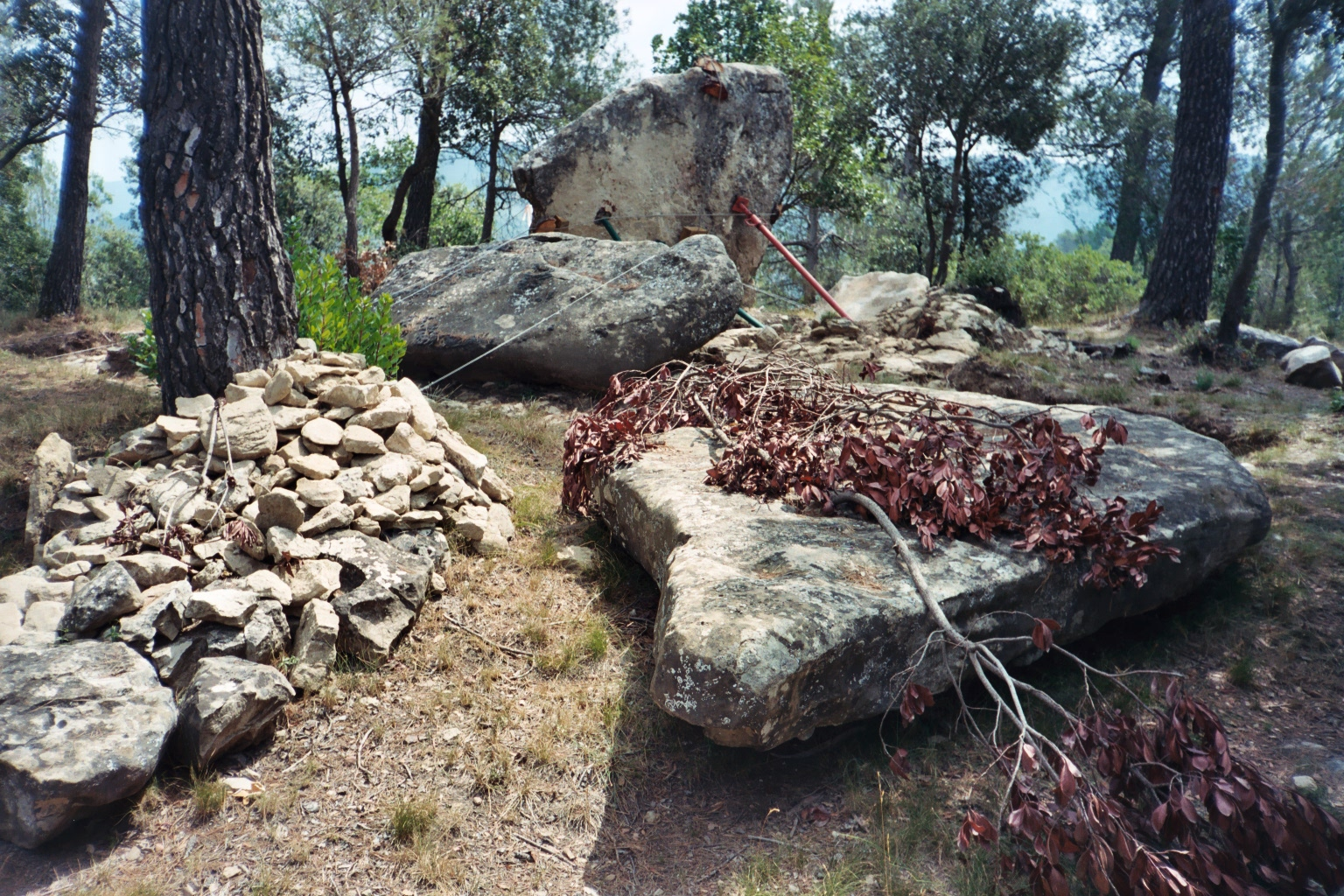
Dolmen von Trullars nach dem Waldbrand

Der Dolmen von Trullars (auch Dolmen del Trullars oder Dolmen del Pla de Trullars genannt) ist eine bronzezeitliche (2500 bis 1200 v. Chr.) Konstruktion aus großen Steinplatten. Es ist ein Dolmen mit einer einfachen Kammer, der in die Bronzezeit (2000 bis 1500 v. Chr.) datiert wird. Pla de Trullars liegt südlich von Monistrol de Calders bei Artés in Katalonien in Spanien.
Die erste wissenschaftliche Untersuchung fand 1920 durch J. Gudiol statt, die zweite 1958 durch R. Batista. Bevor der Nord-Süd orientierte Dolmen 2003 von Waldbränden betroffen war, war er von Kiefern und Unterholz umgeben. Für seine Restaurierung zwischen 2003 und 2006 durch J. Guardia wurde eine Analyse der gesamten Umgebung vorgenommen. Die Restaurierung erfolgte mit der Absicht, den Dolmen in eine touristisch-kulturelle Route einzubeziehen.
Die einfache undifferenzierte Kammer aus rechteckigen Tragsteinen und sichelförmigen Bodenplatten hat eine Länge von 3,22 m Länge und eine Breite von 1,73 m. Um die Kammer befand sich ein Rundhügel von etwa 11,0 m Durchmesser aus Erde und Steinen. Der Zugang zum Inneren war durch eine Platte versperrt, die bei Bestattungen entfernt wurde.
Keramikfunde: 45 Fragmente von kleinformatiger handgemachter Keramik, vier Fragmente von glatter schwarzer Keramik, vier  Bruchstücke von Rändern unbestimmter Becher mit glatter Oberfläche; ein Fragment einer rötlichen Keramik mit eingeschnittenem Dekor aus vier Gruppen paralleler Linien.
Knochenfunde: 34 Zahnstücke und sieben Zähne von Erwachsenen sowie ein Unterkieferfragment mit sechs Zahn-Alveolen.